# Зоран Јанковић (критичар)
Зоран Јанковић (Лозница, 22. март 1973) српски је филмски, књижевни и музички критичар из Лознице. Дипломирао је енглески језик и књижевност на Новосадском универзитету. Аутор је есеја Никад покоран: Marble Ass Желимира Жилника за зборник Нови кадрови: скрајнуте вредности српског филма (Clio, 2008). Сарађује са популарнима штампаним и електронским медијима, као што су Yellow Cab, Хупер, Pressing, НИН, Статус, Филаж, Етноумље... Од 2007. године за веб-магазин Попбокс пише књижевне приказе, рецензије албума и филмова, тематске текстове и колумне (око 400 приказа и текстова)